# An Long, Đồng Tháp
An Long là một xã thuộc tỉnh Đồng Tháp, Việt Nam.

## Địa lý
Xã An Long có vị trí địa lý:
- Phía đông giáp xã Phú Thọ.
- Phía tây giáp xã Tân Long, ranh giới là sông Tiền.
- Phía nam  giáp xã Tân Thạnh.
- Phía bắc giáp xã An Hòa.

Xã An Long có diện tích 72,19 km², dân số năm 2025 là 50.050 người,  mật độ dân số đạt 693 người/km².

## Lịch sử
Quyết định số 11-HĐBT ngày 19 tháng 02 năm 1983 của Hội đồng Bộ trưởng, chia xã An Long thành ba xã lấy tên là xã An Long, xã An Hoà và xã Phú Ninh.
Quyết định số 13-HĐBT ngày 23 tháng 02 năm 1983 của Hội đồng Bộ trưởng, xã An Long thuộc huyện Tam Nông.
Ngày 26/11/2020, sau hơn 1 tháng trình hồ sơ cho UBND tỉnh Đồng Tháp, An Long đã chính thức được công nhận là đô thị loại V trực thuộc huyện Tam Nông.
Ngày 16 tháng 6 năm 2025, Ủy ban Thường vụ Quốc hội ban hành Nghị quyết số 1663/NQ-UBTVQH15 về việc sắp xếp các đơn vị hành chính cấp xã của tỉnh Đồng Tháp năm 2025. Theo đó, sắp xếp toàn bộ diện tích tự nhiên, quy mô dân số của các xã An Phong, Phú Ninh và An Long thành xã mới có tên gọi là xã An Long.
Sau khi sáp nhập, xã An Long có 72,19 km² diện tích tự nhiên và dân số 50.050 người.

## Hành chính
Xã An Long được chia thành 6 ấp: Phú Thọ, An Phú, Phú Lợi, An Thịnh, An Bình, Phú Yên và 2 khu dân cư tự quản: KDC An Phú và KDC An Bình.
| STT | Tên ấp      | Mã bưu chính |
| --- | ----------- | ------------ |
| 1   | Phú Thọ     | 871834       |
| 2   | An Phú      | 871835       |
| 3   | Phú Lợi     | 871833       |
| 4   | An Thịnh    | 871837       |
| 5   | An Bình     | 871838       |
| 6   | Phú Yên     | 871836       |
| 7   | KDC An Phú  | Không có     |
| 8   | KDC An Bình | Không có     |

Hiện nay trung tâm hành chính xã An Long đặt tại ấp Phú Yên, nơi giao nhau giữa Quốc lộ 30 và Tỉnh lộ 844. Trước năm 2019, khu trung tâm hành chính xã đặt tại ấp An Phú.
Trong tương lai dự kiến 2023 sẽ trở thành Thị Trấn An Long

## Kinh tế - xã hội

### Kinh tế
An Long là một trong 3 xã tam giác của huyện Tam Nông, cùng với An Hoà và Phú Ninh.
Xã có hơn 7.000 m² đất tự nhiên để trồng lúa, cây nông sản ngắn ngày, cây công nghiệp và gây rừng.
Động vật khá ít hơn so với Tràm Chim đa phần là các loài chim, cò và Động vật thân mềm như ốc là chủ yếu.
Xã An Long đã thành lập khu dân cư cho hộ nghèo nằm tọa lạc tại ấp An Phú và khu dân cư cho hộ công nhân viên chức ở ấp An Bình, nằm trên tỉnh lộ 844 đường vào thị trấn Tràm Chim.
Trên địa bàn xã có chợ An Long (phổ biến với tên gọi cũ là chợ Đồng Tiến) nằm ở ấp Phú Thọ, có một hợp tác xã nông nghiệp, hợp tác với hợp tác xã nông nghiệp xã Phú Thọ lân cận, có kênh thủy lợi Đồng Tiến phục vụ cho việc tưới tiêu và nhiều công ty, xí nghiệp, đa phần là các xí nghiệp may.

### Giáo dục
Các trường học trên địa bàn xã:
- Trường Mầm non An Long
- Trường Mầm non Hoa Hồng
- Trường Tiểu học An Long A
- Trường Tiểu học An Long B

### Y tế
Trên địa bàn xã có một trạm y tế xã.

### Văn hóa
Xã có nhà thờ An Long, chùa An Long và đình An Long.

## Giao thông
Xã có Quốc lộ 30 đi ngang và nằm trong tỉnh lộ 844 đường vào thị trấn Tràm Chim. Nhờ có vị trí Quốc lộ 30 chạy dọc nên có nhiều tuyến xe buýt trải dài trên địa phận xã.
Cầu An Long nối hai bờ kênh Đồng Tiến với hai tuyến đường dưới cầu: đầu Bắc là đường Bờ Bắc Kênh Đồng Tiến (người dân quen gọi là đường Cá Sấu) dẫn vào xã Phú Thành A, đầu Nam là đường Bờ Nam Kênh Đồng Tiến dẫn vào xã Phú Ninh và khu dân cư An Bình.
Xã có nhiều hệ thống giao thông đường làng ở các vùng trong ruộng lúa và ven các con kênh, rạch, sông.
Giao thông đường thủy là một trong hai ngành giao thông quan trọng hàng đầu của xã trong việc vận chuyển hàng hóa sang Campuchia và các tỉnh lận cận.
Hiện nay các tuyến đường đang được nâng cấp, đặt tên và trang bị hoàn thiện nhanh chóng để đến năm 2022, An Long được lên thị trấn với cơ sở hạ tầng hoàn thiện.
Danh sách các tuyến đường đã được đặt tên ở An Long
| Tên đường                   | Chạy qua các ấp                      |
| --------------------------- | ------------------------------------ |
| Đường Quốc lộ 30            | Phú Yên • Phú Thọ • An Phú • Phú Lợi |
| Đường Tỉnh lộ 844           | Phú Yên • An Thịnh • An Bình         |
| Đường Lộ làng               | Phú Lợi, Phú Thọ, Phú Yên            |
| Đường Bờ Bắc kênh Đồng Tiến | Phú Thọ • An Phú                     |
| Đường Bờ Nam kênh Đồng Tiến | Phú Yên • An Thịnh • An Bình         |
| Đường Cù Lao Mẻ             | Phú Yên                              |
| Đường Chợ Cá                | Phú Thọ                              |
| Đường Kênh Đồng             | Phú Lợi • An Phú                     |
| Đường Kênh Trong            | Phú Lợi • An Phú                     |
| Đường Kênh Ngoài            | Phú Lợi • An Phú                     |
| Đường Hợp Tác Xã            | Phú Lợi                              |
| Đường Hoàng Em              | Phú Thọ                              |
| Đường Bến Đò Cũ             | Phú Thọ                              |
| Đường Bến Đò Mới            | Phú Thọ                              |
| Đường Trường Học            | Phú Thọ                              |
| Đường Mũi Tàu               | Phú Thọ                              |
| Đường Phi Trường            | Phú Yên                              |
| Đường Bưu Điện Cũ           | Phú Yên                              |
| Đường Chợ Nhỏ               | Phú Yên                              |
| Đường Hoa Lăng              | Phú Yên                              |

## Một số địa điểm công cộng
| STT | Tên ấp   | Địa điểm |
| --- | -------- | --- |
| 1   | An Bình  | • Khu dân cư An Bình • Trạm xăng dầu • Trường mầm non Hoa Hồng |
| 2   | An Phú   | • Khu dân cư An Phú |
| 3   | An Thịnh | • Phòng giao dịch Agribank • Bưu điện An Long |
| 4   | Phú Lợi  | • Đình thần An Long • Hợp tác xã nông nghiệp An Long - Phú Thọ • Trạm bơm nước An Long • Nhà máy gạo                                                                                                 |
| 5   | Phú Thọ  | • Chợ An Long • Trạm xăng dầu • Trường MN An Long • Trường TH An Long A • Bến phà An Long - Tân Quới • Cầu An Long                                                                                   |
| 6   | Phú Yên  | • Trạm xăng dầu An Long • Nhà thờ An Long • Chùa Phát Quang Tự • Bến xe An Long • Nhà thờ An Long • Vòng xoay ngã ba An Long • Làng công giáo Phú Yên • Khu trung tâm hành chính • Trạm Y tế An Long |